# Rugby (borough)
Rugby – dystrykt o statusie borough w hrabstwie Warwickshire w Anglii. W 2011 roku dystrykt liczył 100 075 mieszkańców.

## Miasta
- Rugby

## Inne miejscowości
Ansty, Bilton, Binley Woods, Birdingbury, Bourton-on-Dunsmore, Brandon, Bretford, Brinklow, Broadwell, Brownsover, Cathiron, Cawston, Church Lawford, Churchover, Clifton upon Dunsmore, Copston Magna, Cosford, Draycote, Dunchurch, Easenhall, Flecknoe, Frankton, Grandborough, Harborough Magna, Hill, Hillmorton, Kites Hardwick, Leamington Hastings, Little Lawford, Long Lawford, Marton, Monks Kirby, New Bilton, Newbold-on-Avon, Newton, Pailton, Princethorpe, Ryton-on-Dunsmore, Sawbridge, Shilton, Street Ashton, Stretton-on-Dunsmore, Stretton under Fosse, Thurlaston, Wibtoft, Willey, Willoughby, Withybrook, Wolston, Wolvey.